# متطلبات الحصول على تأشيرة لمواطني لبنان

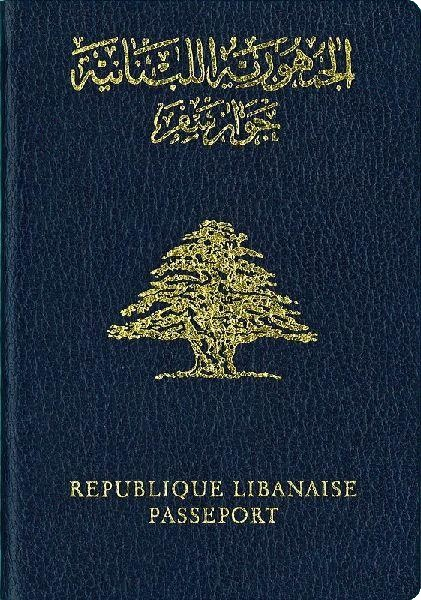
جواز سفر لبناني

متطلبات الحصول على التأشيرة للمواطنين اللبنانيين والقيود الادارية على الدخول هي تلك التي تضعها سلطات الدول الأخرى على مواطني لبنان. في عام 2015، وكان المواطنون اللبنانيون ينالون تأشيرة عند الوصول أو الدخول بدون تأشيرة إلى 45 بلدا وإقليما.
إلى جانب متطلبات الحصول على التأشيرة، فإن معظم البلدان تحدد المتطلبات الأخرى التي تحول دون في دخول المواطنين اللبنانيين وغيرهم إليها، على سبيل المثال سجل إجرامي، وقضايا الصحة، دليل على أموال كافية، دليل على تذكرة للخروج أو غيرها من العوامل.
في 28 فبراير 2019، أرسل وزير الخارجية جبران باسيل تعميماً «عاجلاً وهاماً» إلى جميع البعثات الدبلوماسية لجمهورية لبنان في الخارج، وطلب من الدبلوماسيين الاتصال بالسلطات الرسمية والمختصة في بلدانهم المعتمدة للتوصل إلى اتفاق بشأن إعفاء المواطنين من جمهورية لبنان «الذين يرغبون في زيارة بلدان الاعتماد الخاصة بهم، للسياحة أو للعمل» من الحصول على تأشيرة دخول. وقال باسيل كسبب إيجابي لطلبه، «لتسهيل سفر اللبنانيين، وبسبب هذا القرار المشترك بين لبنان ودول أخرى، سيحدث تحسن في العلاقات الثنائية وزيادة في عدد السياح والتبادل التجاري.»

## سجل تعديل متطلبات التأشيرة
- رفعت  إيران متطلبات التأشيرة لمواطني جمهورية لبنان في 29 يوليو 2015.[5]
- رفعت  إندونيسيا متطلبات التأشيرة لمواطني جمهورية لبنان في 7 أكتوبر 2015.[6]
- رفعت  قطر متطلبات التأشيرة لمواطني الجمهورية اللبنانية في 23 يونيو 2017.[7][8][9]
- قدمت  كوت ديفوار، و  كازاخستان، و  ليسوتو، و  إثيوبيا، و  طاجيكستان، و  تنزانيا تسهيلات التأشيرة الإلكترونية لمواطني جمهورية لبنان.[10][11][12][13]
- رفعت مصر متطلبات الحصول على التأشيرة لمواطني الجمهورية اللبنانية الذين يصلون إلى مطار برج العرب في الإسكندرية أو مطار الغردقة أو مطار شرم الشيخ لمنتجعات جنوب سيناء على متن طائرة مستأجرة في 7 فبراير 2018.[14][15][16]
- قدمت  بنين تأشيرة عند وصولها إلى مواطني الجمهورية اللبنانية في 15 مارس 2018.[17]
- رفع  العراق متطلبات التأشيرة لمواطني الجمهورية اللبنانية في 24 أكتوبر 2018.[18]
- قدمت  أوزبكستان تسهيلات التأشيرة الإلكترونية لمواطني لبنان في 1 فبراير 2019.[19]
- قدمت  سورينام و باكستان تسهيلات التأشيرة الإلكترونية لمواطني لبنان في مايو 2019.[20][21]

## خريطة متطلبات الحصول على تأشيرة

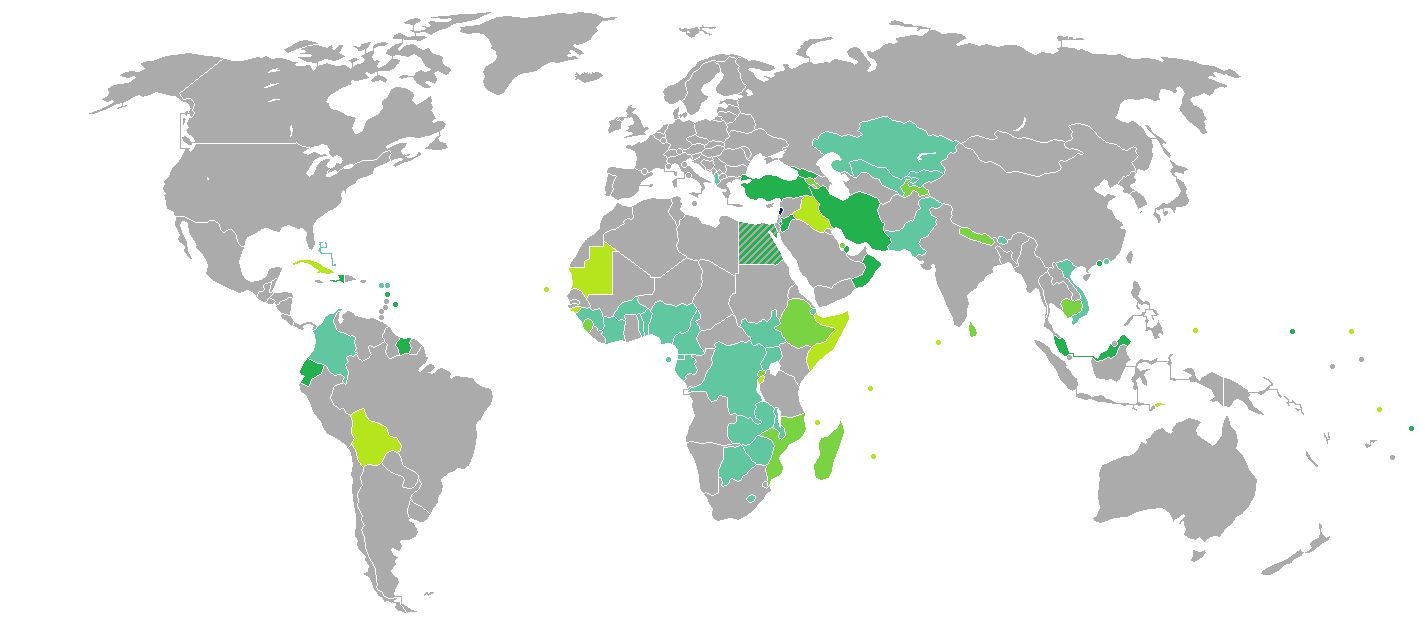
الدول و الأقاليم التي يمكن الدخول اليها بتأشيرة أو بدون تأشيرة في مكان الوصول لحاملي جوازات السفر اللبنانية العادية.
لبنان
التأشيرة ليست مطلوبة للأغراض السياحية أو التجارية.
يتم منح التأشيرة عند الوصول.
تأشيرة الكترونية.
يمكن الحصول على التأشيرة عند الوصول وعبر الإنترنت.
مطلوب تأشيرة مسبقة الترتيب ويجب الحصول عليها من بعثة دبلوماسية.

## متطلبات التأشيرة
متطلبات التأشيرة العامة المعترف بها دولياً تجاه مواطني جمهورية لبنان:
| الدولة    | متطلبات التأشيرة | صلاحية البقاء | ملاحظات |
| --------- | ---------------- | ------------- | --- |
| أفغانستان | التأشيرة مطلوبة  |               | - Visa not required for passengers who were born in أفغانستان - Visa not required for children born to citizens of أفغانستان - Passengers arriving on a military air need to legalize their stay if they wish to leave on a commercial airline - Women passengers should cover their body with clothing, except for the face, hands, and feet |
| ألبانيا   | التأشيرة مطلوبة  |               | - Visa not required for a maximum stay of 90 days within 180 days for passengers of Albanian origin - Visa not required for a maximum stay of 90 days within 180 days for valid visa holders or residents of the الاتحاد الأوروبي member states and the الولايات المتحدة |
| الجزائر   | التأشيرة مطلوبة  |               | - Passengers must hold proof of sufficient funds to cover their stay and documents required for their next destination |
| أندورا    | التأشيرة مطلوبة  |               | - The Andorran government imposes no visa requirements on passengers and only requires a passport or الاتحاد الأوروبي بطاقة هوية for entrance. However, since the country is only accessible via the منطقة شنغن إسبانيا or فرنسا، entrance is not possible without entering the منطقة شنغن first and the سياسة التأشيرات لمنطقة شنغن can therefore be regarded to apply de facto. Because أندورا is not part of the Schengen area, a multiple-entry visa is required to re-enter the Schengen area when leaving Andorra |
| أنغولا    | التأشيرة مطلوبة  |               | - Visa not required for personnel of oil companies established in أنغولا، provided they present a photocopy of their passport, 4 photos, and a copy of a visa application which should be submitted by the oil company at least 2 weeks prior to arrival - Visa on arrival for holders of a confirmation that a visa has been approved before departure - كارتي جون is required |

## أفريقيا
| الدولة أو الأقليم | شروط الحصول على التاشيرة                                           |
| ----------------- | ------------------------------------------------------------------ |
| بوروندي           | 3-أشهر تأشيرة تصدر عند الوصول فقط في مطار بوجومبورا                |
| الرأس الأخضر      | 3-أشهر تأشيرة تصدر عند الوصول [وصلة مكسورة]                        |
| جزر القمر         | 14-يوم تأشيرة تصدر عند الوصول [وصلة مكسورة]                        |
| جيبوتي            | 1-شهر يوم تأشيرة تصدر عند الوصول فقط في مطار دحيبوتي امبولي الدولي |
| غينيا بيساو       | 90-يوم تأشيرة تصدر عند الوصول                                      |
| مدغشقر            | 90-يوم تأشيرة تصدر عند الوصول                                      |
| المالديف          | 30-يوم تأشيرة تصدر عند الوصول                                      |
| موريتانيا         | 30 أو 90 أو 360-يوم تأشيرة تصدر عند الوصول                         |
| موريشيوس          | 60-يوم تأشيرة تصدر عند الوصول [وصلة مكسورة]                        |
| موزمبيق           | 30-يوم تأشيرة تصدر عند الوصول [وصلة مكسورة]                        |
| سيشل              | 3-أشهر تأشيرة تصدر عند الوصول                                      |
| توغو              | 7-ايام تأشيرة تصدر عند الوصول [وصلة مكسورة]                        |
| أوغندا            | 3 أو 6-أشهر تأشيرة ويمكن الحصول عليها عند الوصول                   |

## اميركا الشمالية والجنوبية
| الدولة أو الأقليم | شروط الحصول على التاشيرة |
| ----------------- | ------------------------ |
| بوليفيا           | 90 -يوم [وصلة مكسورة]    |
| دومينيكا          | 21 -يوم [وصلة مكسورة]    |
| الإكوادور         | 90 -يوم [وصلة مكسورة]    |
| هايتي             | 3 -أشهر                  |

## آسيا
| الدولة أو الأقليم | شروط الحصول على التاشيرة                                 |
| ----------------- | -------------------------------------------------------- |
| أرمينيا           | 120-يوم تأشيرة تصدر عند الوصول [وصلة مكسورة]             |
| بنغلاديش          | 30-يوم                                                   |
| كمبوديا           | 30-يوم                                                   |
| جورجيا            | 360-يوم [وصلة مكسورة]                                    |
| إندونيسيا         | 30 -يوم [وصلة مكسورة]                                    |
| إيران             | 30-يوم تأشيرة تصدر عند الوصول [وصلة مكسورة]              |
| كيش (جزيرة)       | 14 -يوم نسخة محفوظة 3 ديسمبر 2013 على موقع واي باك مشين. |
| الأردن            | 3 -أشهر [وصلة مكسورة]                                    |
| لاوس              | 30-يوم تأشيرة تصدر عند الوصول                            |
| ماكاو             | 90 -يوم نسخة محفوظة 1 يوليو 2021 على موقع واي باك مشين.  |
| ماليزيا           | 3 -أشهر [وصلة مكسورة]                                    |
| جزر المالديف      | 30-يوم تأشيرة تصدر عند الوصول [وصلة مكسورة]              |
| النيبال           | 90-يوم تأشيرة تصدر عند الوصول [وصلة مكسورة]              |
| عمان              | 1-شهر تأشيرة تصدر عند الوصول [وصلة مكسورة]               |
| سوريا             | 180 -يوم                                                 |
| سريلانكا          | 30-يوم تأشيرة تصدر عند الوصول                            |
| طاجيكستان         | 45-يوم تأشيرة تصدر عند الوصول [وصلة مكسورة]              |
| تيمور الشرقية     | 30-يوم تأشيرة تصدر عند الوصول [وصلة مكسورة]              |
| تركيا             | 90 -يوم [وصلة مكسورة]                                    |

## أوقيانوسيا
| الدولة أو الأقليم         | شروط الحصول على التاشيرة                                  |
| ------------------------- | --------------------------------------------------------- |
| جزر كوك                   | 31 -يوم نسخة محفوظة 11 ديسمبر 2018 على موقع واي باك مشين. |
| ولايات ميكرونيسيا المتحدة | 30 -يوم [وصلة مكسورة]                                     |
| نييوي                     | 30 -يوم [وصلة مكسورة]                                     |
| بالاو                     | 30 -يوم [وصلة مكسورة]                                     |
| جزر بيتكيرن               | 14 -يوم                                                   |
| ساموا                     | 60 -يوم [وصلة مكسورة]                                     |
| ترانسنيستريا              | 1 -شهر                                                    |
| توفالو                    | 1 -شهر [وصلة مكسورة]                                      |

## دول غير معترف بها أو معترف بها جزئيا
| الدولة أو الأقليم           | شروط الحصول على التاشيرة      |
| --------------------------- | ----------------------------- |
| أبخازيا                     | 90 -يوم                       |
| صباح and سراوق              | 90 يوم                        |
| جمهورية مرتفعات قرة باغ     | 90-يوم تأشيرة تصدر عند الوصول |
| قبرص الشمالية               | 90 يوم                        |
| الصومال                     | تأشيرة تصدر عند الوصول        |
| جزيرة سان اندرس and ليتيسيا | تأشيرة تصدر عند الوصول        |